# Rosemary Dorothy Moravec

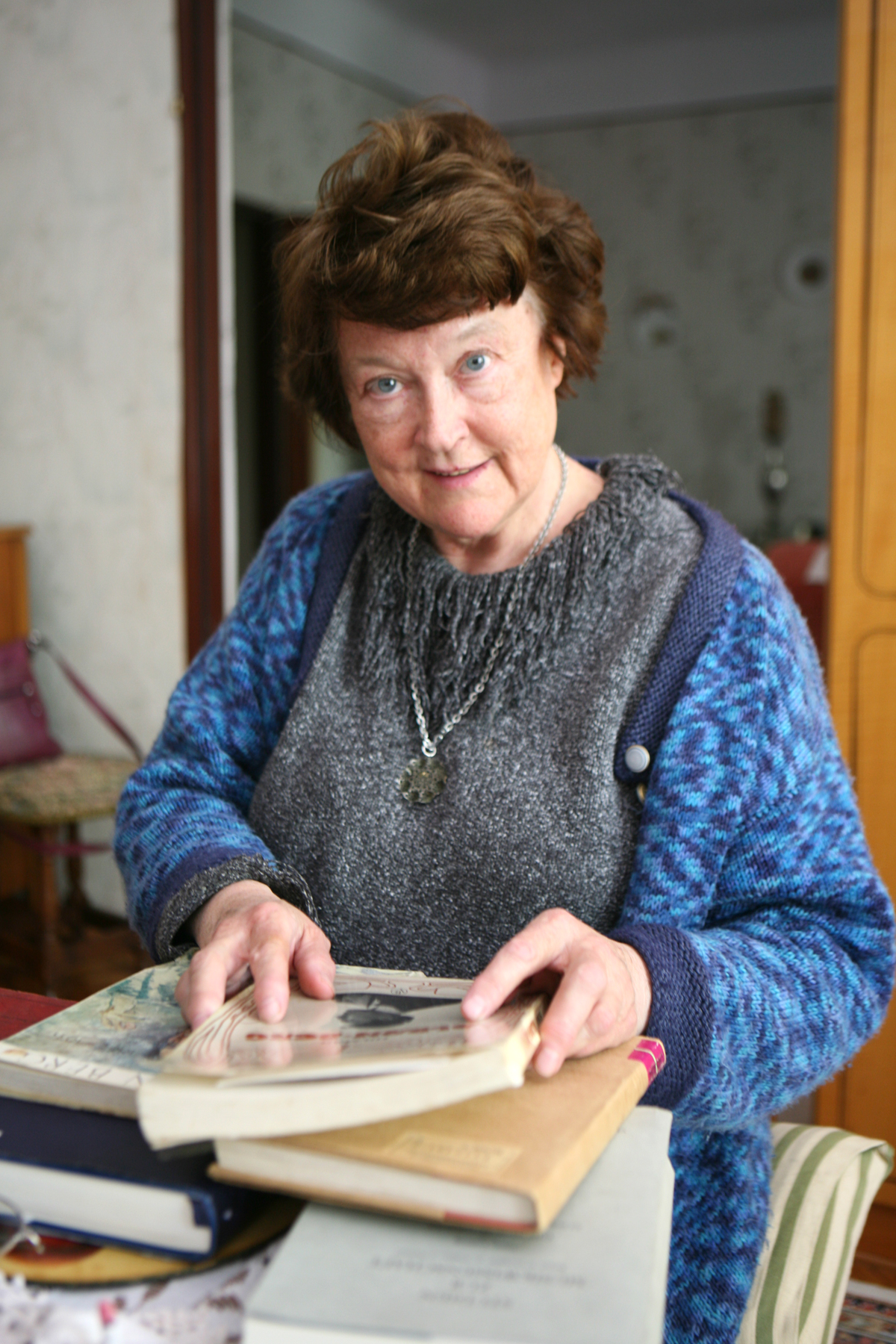
Rosemary Moravec

Rosemary Dorothy Moravec, geb. Rosemary Dorothy Hill, verheiratete Rosemary Hilmar  (* 24. Juli 1946 in Cardiff; † 16. Januar 2013 in Mödling) war eine britisch-österreichische Musikwissenschaftlerin, Autorin und Komponistin.

## Familie
Rosemary Hills Vater war leitender Beamter der War Damage Commission und Träger des Order of the British Empire, überreicht 1950 von Georg VI. (Vereinigtes Königreich). Als Kind erlernte sie neben Englisch auch Walisisch (Cymrag). In jungen Jahren lernte sie South Devon, die Umgebung ihrer Heimat, kennen.

## Beruf
Moravec studierte an der University of Leicester Philosophie, Latein, Französisch und Deutsch. Das St Anne’s College in Oxford schloss sie mit einem Bachelor of Letters ab. Erlernte Musikinstrumente waren Violine, Gitarre, Cembalo, Autoharp und Klavier. Der Großteil der Professoren waren ehemalige Emigranten aus Österreich, so auch der Musikwissenschaftler Egon Wellesz.
Ab 1970 hielt sich Moravec wegen Studien zu ihrer Abschlussarbeit für Oxford erstmals in Wien auf. Wien und besonders die Österreichische Nationalbibliothek wurden später das berufliche Zentrum ihrer Tätigkeiten. Nebenberuflich unterrichtete sie auch Englisch in einer Abendschule.
Bruno Kreisky nahm zeitweilig ihre Dienste zur Vorbereitung von Vorträgen über Außenpolitik in Englisch in Anspruch. Folgende Aussage von Bruno Kreisky ist durch sie überliefert: „Jeder Mensch hat ein Recht auf eine Wohnung und Arbeit, von der man auch leben kann, um am Kulturleben teilnehmen zu können.“ Die „WC jenseits des Ganges“ (WC für mehrere Hausparteien) sollten nicht mehr die Regel sein. Die Doktorarbeit an der Universität Wien (1972) beschäftigte sich mit dem Komponisten Alban Berg (erschienen im Böhlau Verlag 1978).
1978 war Moravec für ein Jahr als Lektorin an der University of Manchester tätig. Ab 1979 wohnte sie im „Schönberg Haus“ in Mödling. Neben ihrer Tätigkeit in der Österreichischen Nationalbibliothek (laut ihrer Aussage: “Viennese archives .... quite a number of Renaissance and late Medieval church music and Baroque suites”) beschäftigte sie sich mit der Wiener Moderne bzw. Neuen Wiener Schule und besuchte österreichische Musiker in Kalifornien, so die Witwe von Alexander von Zemlinsky.
Verschiedenen Museen, wie z. B. dem Jüdischen Museum in Wien, war sie bei Ausstellungen behilflich. Es wurde ein Verzeichnis der Musikerbriefe der Sammlung in der Nationalbibliothek mit Schlagworten erstellt. Diese Aufgabe wurde nur bis zum Anfang des Buchstabens S finanziert. In der Pension wollte sie sich mit dem Musikpädagogen, Komponisten und Dirigenten Herbert Zipper beschäftigen. So wollte sie noch Filmmaterial, das in Wien über Zipper lagert, sichten und wissenschaftlich bearbeiten. Im Film über Jura Soyfer, Der Schatten ist lang, findet man etliche Filmausschnitte über Zipper.

## Persönliches
Moravec unterrichtete in Österreich ehrenamtlich rumänische Kinder in Deutsch und Englisch. Sehr oft verwendete sie das Buch Die Farm der Tiere von George Orwell. Ihrer Adoptivtochter ermöglichte sie ein Musikstudium.

## Werke
- Der Musikverlag Artaria und Comp: Geschichte und Probleme der Druckproduktion Verlag: Schneider, Hans (1977), 176 Seiten
- Alban Berg, Leben und Wirken in Wien bis zu seinem ersten Erfolg als Komponist. Böhlau Verlag 1978/1994, 196 Seiten[3]
- Rosemary Hilmar, Metrische Proportionen und serielle Rhythmik im „Kammerkonzert“ von Alban Berg (1980 Nov-Dec.), 120:6(355-360: ASI Vertical file)
- Rosemary Hilmar, Alban Berg, 1885–1935: classic composer of twentieth century music: 9th February 1985, centenary: 24th December 1985, 50th anniversary of Berg’s death; edited by Elfriede Müll, Federal Press Service: in cooperation with the Austrian National Library, Austria documentation, 1984
- Rosemary Hilmar, Alban Berg’s studies with Schoenberg (June 1984), in: Journal of the Arnold Schoenberg Institute, VIII:No.1(7-29)
- Alban Berg 1885–1935. Katalog zur Ausstellung 1985 (Taschenbuch).[4]
- Rosemary Hilmar, Alban Berg 1885–1935: Ausstellung der Österreichischen Nationalbibliothek. Prunksaal, 23. Mai bis 20. Oktober 1985. Organisatorische und redaktionelle Leitung: Günter Brosche, Österreichische Nationalbibliothek in Zusammenarbeit mit der Universal Edition, 1985
- Rosemary Hilmar, Katalog der Schriftstücke von der Hand Alban Bergs, der fremdschriftlichen und gedruckten Dokumente zur Lebensgeschichte und zu seinem Werk, Universal Edition, Alban Berg Studien, volume 1/2, 1985
- Rosemary Hilmar, Arnold Schönberg und der russische Formalismus, in: Mirabilia Artium librorum Recreant Te tuosque Ebriant. Dona natalicia Ioanne Marte oblata. Festschrift zum 66. Geburtstag für Hans Marte, Generaldirektor der Österreichischen Nationalbibliothek, pages (215)-245, Österreichische Nationalbibliothek, 2001 ISBN 9783901232275
- Mit tausend Küssen Deine Fillu. Briefe der Sängerin Marie Fillunger an Eugenie Schumann 1875–93. Herausgegeben von Eva Rieger unter Mitarbeit von Rosemary Hilmar, Köln: Dittrich Verlag 2002[5]